# Carlos Alvarado Lang
Carlos Alvarado Lang (* 14. Januar 1905 in La Piedad de Cabadas, Michoacán; † 3. September 1961 in Mexiko-Stadt) war ein mexikanischer Grafiker.
Alvarado Lang studierte ab 1920 Grafik an der Escuela Nacional de Bellas Artes (ENBA) in Mexiko-Stadt unter Emiliano Valadéz, dessen Lehrstuhl er 1929 übernahm. Nachdem das Studienangebot der ENBA 1930 erweitert und die Grafikerklassen in drei Bereiche aufgeteilt wurden, unterrichtete Alvarado Lang an der ENBA Metalldruckverfahren. Von 1942 bis 1949 war er Direktor der Schule.
Nach seinem Tod wurden seine Arbeiten mehrfach ausgestellt, unter anderem an der Escuela Nacional de Pintura, Escultura y Grabado „La Esmeralda“, im Museo de Arte Moderno und im Museum des Palacio de Bellas Artes.